# جزء (كيمياء)

لدى أسيتات البنزيل مجموعة إستر وظيفية (بالأحمر)، مجموعة أسيتيل وظيفية (محاطة بالأخضر) وجزء بنزيني مرتبط بذرة أكسجين (محاط بالبرتقالي). يمكن تنفيذ تقسيمات أخرى.

الجزء في الكيمياء العضوية هو شطر من جزيء  والذي عادة ما يكون له اسم نظرا لإمكانية تواجده داخل أنواع أخرى من المركبات كذلك.
يُفترض أن يقتصر استخدام المصطلح جزء على الأشطر الكبيرة للجزيئات وأن لا يُستخدم لوصف المجموعات الوظيفية الصغيرة، والتي تتكون من ذرات تشارك في تفاعلات كيميائية مماثلة في معظم الجزيئات التي تحتوي على هذه المجموعات الوظيفية. في بعض الحالات يمكن أن تتكون الأجزاء من أجزاء أخرى صغيرة ومجموعات وظيفية.
تسمى الأجزاء التي تشكل تفرعات عن العمود الفقري لجزيء هيدروكربوني والتي يمكن كسرها عادةً واستبدالها بأخرى مستبدلات أو سلاسل جانبية.

## جزء نشيط
الجزء النشيط في علم الأدوية هو شطر من جزيء أو أيون -باستثناء الأقسام الملحقة الخاملة- مسؤول على فعل فيسيولوجي أو صيدلاني لمادة دواء. يمكن أن تحتوي الأقسام الملحقة الخاملة لمادة الدواء إما على الجزء الكحولي أو الحمضي لإستر، ملح (بما في ذلك ملح مع روابط هيدروجينية أو تناسقية)، أو مشتق غير تساهمي (مثل معقد تناسقي، مستخلب أو مركب قفصي). الدواء الأصل يمكن أن يكون في حد ذاته دواءً أوليا خاملا لا يصبح نشطا سوى عند تحرير الجزء النشط منه على هيئة مستقلة.